# La Barre (Alta Saona)
La Barre è un comune francese di 107 abitanti situato nel dipartimento dell'Alta Saona nella regione della Borgogna-Franca Contea.

## Società

### Evoluzione demografica
Abitanti censiti